# Thomas Romney Robinson
John Thomas Romney Robinson, född den 23 april 1792 i Dublin, död den 28 februari 1882 i Armagh, var en irländsk fysiker. Han var svärfar till George Gabriel Stokes.
Robinson, som från 1823 var astronom vid Armaghobservatoriet i Armagh, utgav bland annat en stjärnkatalog (Places of 5345 stars observed from 1828 to 1854 at the Armagh observatory, 1859), men skaffade sig ett namn egentligen genom sin konstruktion av anemometern. Han invaldes som Fellow of the Royal Society 1856 och som Fellow of the Royal Society of Edinburgh 1876. Robinson tilldelades Royal Medal 1862.